# Mount McKinley
Mount McKinley, även känt som Denali ("Den Höge" eller "Det Höga"), som var officiellt namn 2015–2025, är Nordamerikas högsta bergstopp. Berget ligger i Alaska och toppen når 6 190,5 meter över havet. Det ingår i bergskedjan Alaska Range som sträcker sig från Alaska till sydvästra Kanada. Berget är kulturellt viktigt för många infödda, då det spelar en central roll i den athabaskiska skapelseberättelsen. Berget utgör det centrala området i Denali nationalpark. Det ingår även i De sju topparna.

## Namnet
Ursprungsbefolkningen har alltid kallat berget Denali, "den höge" eller "det höga" på athabaskiska.
Mellan 1896 och 2015 användes officiellt namnet Mount McKinley efter USA:s 25:e president, William McKinley. I augusti 2015, inför ett tre dagars besök i Alaska av president Obama, där han också skulle träffa representanter för inuiter och indianer och delta i det Arktiska toppmötet, beslutade USA:s regering att officiellt erkänna det lokala namnet Denali.
1975 beslöt Alaska att officiellt kalla berget Denali, men Ohio-politiker i kongressen förhindrade länge motsvarande ändring på federal nivå. Anledningen till detta är att William McKinley var en politiker från just Ohio. Även vid namnändringen 2015 kom protester från Ohio.
Efter att ha svurits in som USA:s 47:e president utfärdade Donald Trump den 20 januari 2025 en presidentorder om att återge berget namnet Mount McKinley. Enligt ordern ska namnbytet hedra president William McKinleys historiska betydelse och prestationer, samt  återställa det namn som ändrades under Obama-administrationen. USA:s inrikesdepartement ändrade namnet den 24 januari 2025.

## Bestigning
Berget bestegs första gången den 7 juni 1913 av en grupp ledd av Hudson Stuck. Redan 1906 hävdade Frederick Cook att han bestigit berget, men det visade sig vara osant. 1947 blev Barbara Washburn den första kvinnan på bergets topp.